# Gaig
Gaig es una cadena de restaurantes española fundada en 1989 por el chef Carles Gaig. En 1993 obtuvo una estrella Michelin.

## Historia
El restaurante, especializado en cocina catalana, fue inaugurado por el chef Carles Gaig en 1989. Cuatro años después le fue otorgada una estrella Michelin. En 1999, Gaig recibió el premio a Mejor Jefe de Cocina entregado por la Real Academia Española de Gastronomía. En 2004 el restaurante se trasladó al distrito del Ensanche en Barcelona y ese mismo año fue premiado como el restaurante del año por la Academia Catalana de Gastronomía.
En 2008 fue inaugurado un nuevo establecimiento en la calle Córcega de Barcelona. Dos nuevos locales fueron establecidos, uno en Singapur y otro en la ciudad de Barcelona con el servicio de comida para llevar.